# Stethojulis bandanensis
Stethojulis bandanensis är en fiskart som först beskrevs av Bleeker, 1851.  Stethojulis bandanensis ingår i släktet Stethojulis och familjen läppfiskar. IUCN kategoriserar arten globalt som livskraftig. Inga underarter finns listade i Catalogue of Life.